# 沼隈町
沼隈町（ぬまくまちょう）は、広島県に存在する町。
昭和の大合併により昭和30年（1955年）に誕生した。2005年2月1日に福山市へ編入された。合併後の地名は「広島県福山市沼隈町」。

## 沿革
- 1889年4月1日 - 市町村制施行。沼隈町域には当時山南・千年（ちとせ）の両村が存在した。
- 1955年3月31日 - 沼隈郡の山側の山南村と海側の千年村が対等合併して沼隈町が成立する。初代町長は神原秀夫[1]。
- 1956年 - 南米パラグアイへの沼隈町移住団が結成され、移民が始まる[2][3]。
- 2005年2月1日 - 福山市に編入される。この合併をもって沼隈郡は消滅した。

## 主要施設
- 沼隈サンパルホール
- 沼隈町立図書館
- 沼隈体育館
- ツネイシフィールド

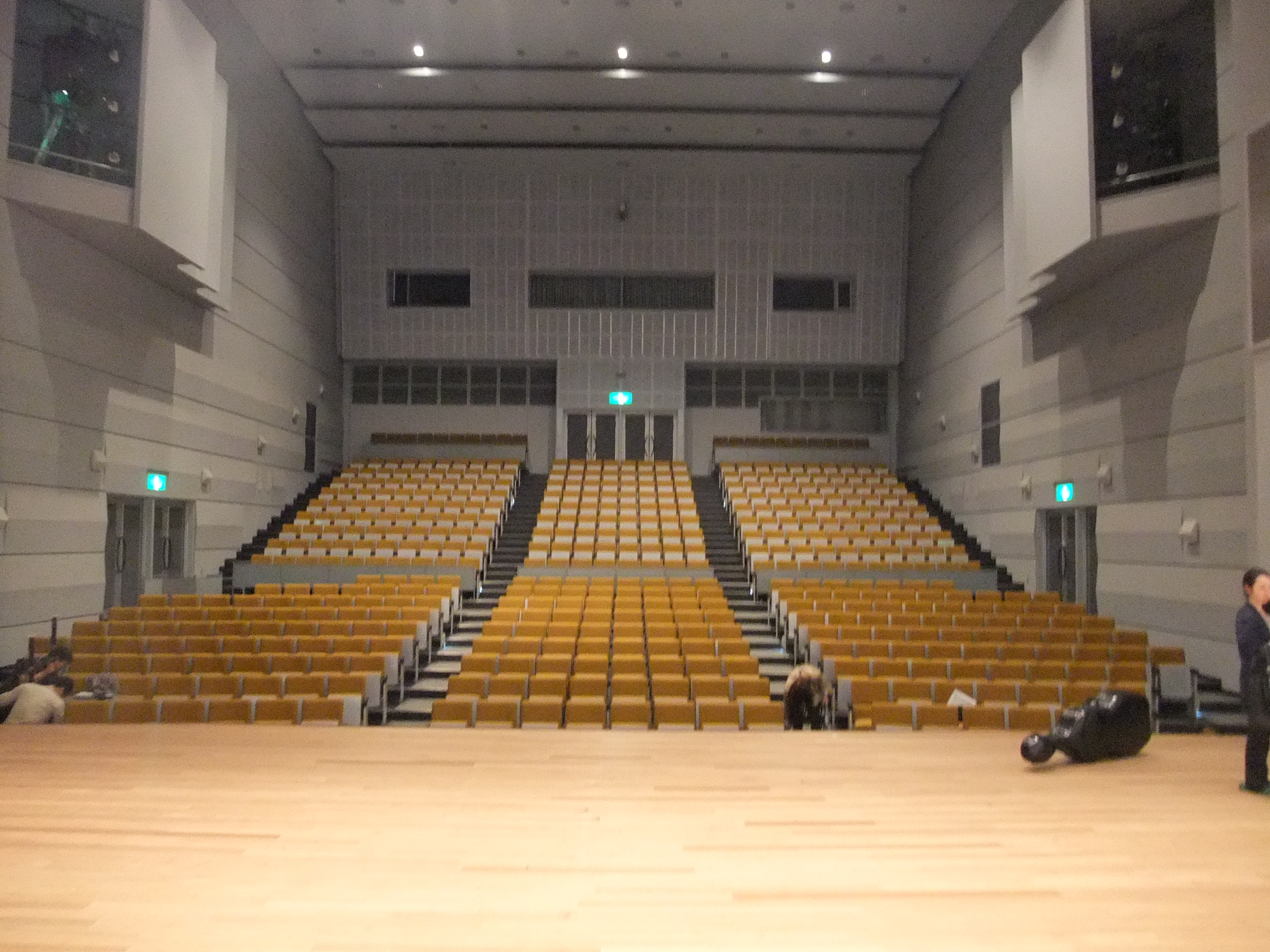
サンパルホール

- ツネイシしまなみビレッジ(2019年12月営業休止[4])

## 地理

### 自然景観
- 沼隈半島

### 河川
- 山南川

### 山
- 臼木山（標高312m）
- 灘山（標高189.7m）
- 高鉢山（標高170m）

## 名所・旧跡
- みろくの里
- 磐台寺観音堂（阿伏兎観音）国の重要文化財 - 奉納行事として毎年1月の第2日曜日に能登原とんどが行われる[5]。
- 道の駅アリストぬまくま
- 平家谷菖蒲園[6]
- 枝広邸
- 光照寺 - 鎌倉時代末期に浄土真宗の一派であった明光が沼隈半島に進出し、元応2年（1320年）現在の沼隈町山南に光照寺を築き、そこを西国の布教の拠点とし、後に安芸門徒と呼ばれる熱心な真宗門徒の発祥の地となった[7]。
- 内海大橋
- 唐樋門[8]
- 敷名の千年藤[9]
- 神勝寺- 昭和40年（1965）に初代町長で常石造船2代目社長だった神原秀夫（1916-1977）が開いた禅寺で、父親で同社創業者の神原勝太郎に因んで寺の名とした。名刹を模したものや移築、中村昌生、藤森照信設計の建造物などがあるほか、2016年には「神勝寺庭と禅のミュージアム」が開業した[10]。

## 産業
- 農業としてはい草やブドウの生産が行われている。イグサを何重にも織り込んだ畳表の名産地として古くから知られていたが、1950年代以降、耕地面積の広い他県の産地の攻勢により将来的な不安が生じ、その打開策として神原町長の発案で全国的にも珍しい「町ぐるみの海外移住」計画が立案され、沼隈町備後開拓団として1956年からの2年間で400名以上がパラグアイのラパスに移住した[3][11]。原生林開拓の過酷さに半数が離村したが、定住者はのちに大豆・小麦の大型農場経営を成功させた[3]。
- 工業としては造船業がある。昭和のはじめごろ、外常石に三軒（西浜・中浜・塩浜）、常石の大越に一軒（藤井）、敷名に四軒（波多見屋・大浜屋・沖西屋・橘屋）の造船所があり、西洋式帆船を被曳船や機帆船に改造する仕事が盛んだった[10]。太平洋戦争勃発により輸送需要が急増したため、国は建造力の向上を図るため外常石と大越にある造船所を常石造船に、敷名にある造船所は敷名造船に統合させ、『戦標船』（戦時標準型船）とよばれる輸送船を造らせた[10]。
- 海運業として神原汽船などがある。

## 大字
- 上山南（かみさんな）
- 草深（くさぶか）
- 下山南（しもさんな）
- 常石（つねいし）
- 中山南（なかさんな）
- 能登原（のとはら）

## 交通（2005年1月31日当時のデータ）

### 鉄道
- 町内は一切通っていない。鉄道を利用する場合の最寄り駅は、JR山陽本線松永駅。

### 道路
国道
町内は一切通っていない。
主要地方道
- 広島県道47号鞆松永線
- 広島県道53号沼隈横田港線
- 広島県道72号福山沼隈線

一般県道
- 広島県道251号後山公園洗谷線（愛称：福山グリーンライン）
- 広島県道382号熊野松永線
- 広島県道389号草深古市松永線

### 船舶
- 備後商船（旅客船・フェリーボート）
  - 常石 - 福田（百島、尾道市百島町） - 満越（尾道市浦崎町） - 歌（尾道市向東町） - 戸崎（尾道市浦崎町） - 尾道駅前桟橋間

## 教育（2005年1月31日当時のデータ）

### 小学校
- 福山市立想青学園
- 沼隈町立山南小学校
- 沼隈町立常石小学校

### 中学校
- 福山市立想青学園
- 福山市・沼隈町学校組合立至誠中学校

### 高等学校
- 広島県立沼南高等学校

### 特別支援学校
- 広島県立沼隈養護学校

## 著名な出身者
- 神原勝太郎（常石グループの創始者、神原汽船創業者）
- 山本滝之助（社会教育家） - 沼隈町の前身・千年村出身。